# Sylvain Lelièvre
 (janvier 2020).
Sylvain Lelièvre (né le 7 février 1943 à Québec et mort le 30 avril 2002 à Lévis) est auteur-compositeur-interprète et poète québécois et professeur au Collège de Maisonneuve.

## Biographie
Sylvain Lelièvre est le fils de Roland Lelièvre, journaliste et de, Marie-Ange Hawey, comédienne. Natif du quartier Limoilou, à Québec, en 1943, Sylvain Lelièvre s’intéresse rapidement aux arts. Après deux ans passés à l’École d’architecture, il bifurque, en 1963, vers la Faculté de lettres de l’Université Laval. L’année de ses 20 ans, Sylvain Lelièvre participe au Concours International de Chanson sur mesure pour lequel il remporte le premier prix avec sa chanson Les amours anciennes, chantée par Monique Leyrac.
La sortie de l'album Petit matin, en 1975, lui assure une place au palmarès des radios du Québec, avec la chanson éponyme, réalisée avec Stéphane Venne, et Old Orchard, interprétée en duo avec Fabienne Thibeault. La sortie en 1976 de l’album Programme double, où figure Marie-Hélène, le consacre parmi les auteurs-compositeurs à surveiller. Le Théâtre de Marjolaine, à Eastman, est l’hôte en 1976 de la comédie musicale de Michel Tremblay, Les héros de mon enfance, dont Sylvain Lelièvre signe la musique. Il récidive avec Folie douce de Roger Dumas un an plus tard. En 1978, il confirme sa signature avec Lettre de Toronto. Comme avec l’album Intersections, réalisé en 1979, il affirme ses préoccupations sociales avec Moman est là et La banlieue.
En 1981, Sylvain Lelièvre réalise un album majeur, Venir au monde, auquel se joint l’Orchestre Métropolitain. Le Félix de la «meilleure réalisation» au gala de l'ADISQ lui est d'ailleurs décerné, ainsi qu’à Michel Lachance et Vic Angelillo. Son album suivant, À frais virés, prend d’assaut les disquaires avec le Drop-out et Rock, banana split et crème soda, interprétée avec Johanne Blouin. Cette année 1983 le couronne de la médaille Jacques-Blanchet dont il est le 1er récipiendaire.
À son retour d'un spectacle au Théâtre de la ville, à Paris, Sylvain Lelièvre planche sur Lignes de cœur, son nouvel album. Production léchée dont Tu danses trop vite et Lignes de cœur gagnent les sommets des palmarès. Cette même année débute sa collaboration avec Daniel Lavoie avec l’album Vue sur la mer et les titres à succès Je voudrais voir New York et Que cherche-t-elle? À la fin de la décennie, Sylvain Lelièvre propose l'album Un aller simple. Réalisation aux sujets sociopolitiques avec Tôt ou tard, chanson interprétée par Céline Dion.
Le début des années 1990 marque la sortie de Qu’est-ce qu’on a fait de nos rêves que l'ADISQ récompense, en 1994, du Félix du « meilleur auteur-compositeur-interprète de l’année ». Dans la foulée, les FrancoFolies de Montréal lui réserve, en août 1995, l’événement «La fête à Sylvain Lelièvre», où sont invités Michel Rivard, Beau Dommage, Daniel Lavoie, Isabelle Boulay, Clairette, Danielle Oddera, ainsi que sa fille Catherine Lelièvre.
L’année 1996 le révèle sous une autre facette alors qu’il publie un premier roman Le troisième orchestre. Le livre rallie à la fois la critique et le grand public. Sylvain Lelièvre fait paraître deux ans plus tard l’album Les choses inutiles. Constitué d'incontournables, ce nouvel opus illustre sa tendance jazzistique.
Il entame le nouveau millénaire avec L’intégrale 1975-1989, coffret de huit albums. En juillet 2000, pour le Festival international de jazz de Montréal, il présente un spectacle en sextette où chansons, pièces instrumentales et standards de jazz sont réunis. Son dernier spectacle Versant Jazz prend ainsi forme, en novembre 2001, et donne naissance au disque Versant Jazz Live au Lion d’Or, son 16e en carrière, en février 2002. Ce disque lui vaut le Félix de «l’album jazz de l’année» en octobre de la même année. La tournée de spectacles Versant Jazz est annoncée.
Depuis sa disparition, Sylvain Lelièvre fait l’objet de nombreux hommages. Inauguré en juillet 2004, le parc Sylvain-Lelièvre est un hommage que lui a rendu la ville de Québec. Deux salles de spectacles portent son nom : les salles Sylvain-Lelièvre du Cégep Limoilou et du Collège de Maisonneuve. Les villes de Repentigny, Vaudreuil-Dorion et Rimouski possèdent toutes une rue Sylvain-Lelièvre. Le livre Toi l’ami. Cent regards sur Sylvain Lelièvre est un ouvrage de collages réunissant des témoignages et des photos d’archives de la carrière de l’artiste. 
À l'occasion du 20e anniversaire de son décès, un album compilation intitulé Sylvain Lelièvre, Le chanteur libre a été lancé, précédé du spectacle, réunissant huit artistes – Qu'est-ce qu'on a fait de nos rêves? –, qui a été présenté à Montréal, Gatineau, Sainte-Agathe-des-Monts et Québec à l'été 2022. Repris en supplémentaire aux Francos de Montréal en 2023, le même spectacle en format réduit de quatre interprètes tient l'affiche de plusieurs villes à travers le Québec à l'hiver 2024. 

## Décès
Sylvain Lelièvre s'éteint le 30 avril 2002 des suites d'une embolie gazeuse cérébrale sévère, survenue le 28 avril à son retour d'un voyage aux Îles de la Madeleine. Celle-ci l'avait plongé dans un coma profond et il est transporté à Lévis pour subir des traitements en médecine hyperbare. Il n'a jamais repris conscience. Il est décédé à l'Hôtel-Dieu de Lévis à l'âge de 59 ans.

## Hommages

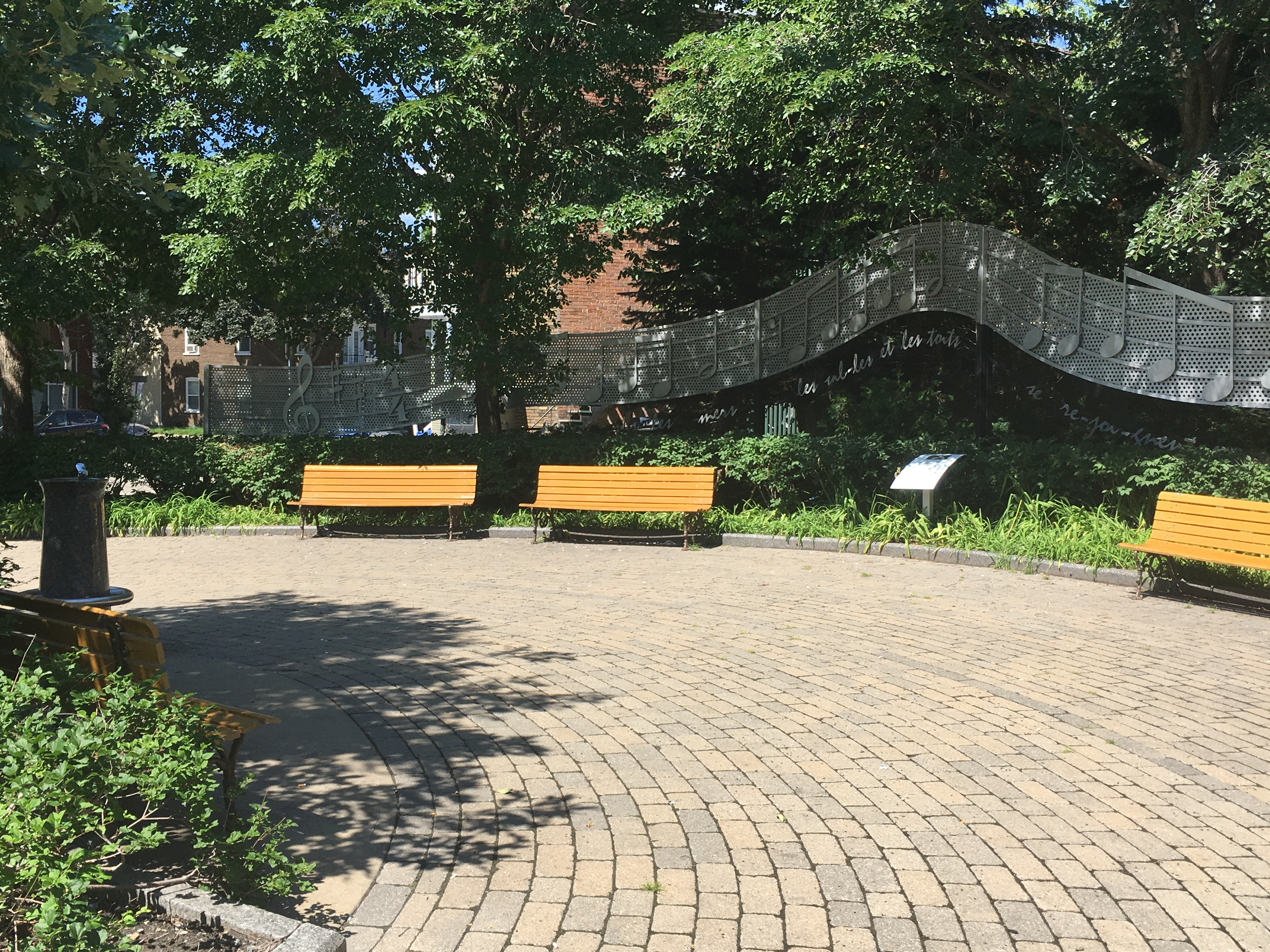
Parc Sylvain-Lelièvre, 2020, Limoilou, Québec

- En 2004, la ville de Québec inaugure un parc à sa mémoire, plus précisément le parc Sylvain-Lelièvre dans l'arrondissement de La Cité-Limoilou[5]. L'espace contient des extraits de chansons de l'auteur-compositeur-interprète, qui dépeignent la vie dans Limoilou, l'arrondissement de son enfance.
- Une plaque Ici vécut de la ville de Québec est présente au 245 8e rue, en son honneur, pour indiquer son ancien lieu de résidence[6].

. 
- Le Collège de Maisonneuve et le Cégep Limoilou ont donné le nom de Sylvain-Lelièvre à leurs salles de spectacles.
- Le prix Sylvain-Lelièvre est remis annuellement par la Fondation SPACQ depuis 2006.
- Le prix Rapsat-Lelièvre, initialement connu sous le nom Prix Québec/Wallonie-Bruxelles du disque de chanson, est remis chaque année en alternance à un artiste de la Communauté française Wallonie-Bruxelles et à un artiste québécois depuis 1983. Il change de nom pour prix Rapsat-Lelièvre en 2003 pour hommage au Belge Pierre Rapsat et au Québécois Sylvain Lelièvre, tous deux décédés au cours de l'année 2002[7].

## Distinctions
- 1963 - Premier prix du Concours international Chansons sur mesure
- 1983 - Médaille Jacques-Blanchet
- 1994 - Prix Félix, Auteur ou compositeur de l'année
- 2001 - Prix Félix, Anthologie/Réédition/Compilation de l'année
- 2001 - Prix Les Classiques de la SOCAN (Marie-Hélène)
- 2002 - Prix Félix, Album de l'année - Jazz
- 2015 - Intronisation de la chanson Marie-Hélène au Panthéon des auteurs et compositeurs canadiens [8]
- 2022 - Intronisation de Sylvain Lelièvre au Panthéon des auteurs et compositeurs canadiens[9]

## Discographie[10]
1. ↑  Cet album paru en 1973, dont il est l'auteur éponyme, a été enregistré en 1971 (tel qu'inscrit sur le label de l'étiquette Le Nordet).